# Schwebekörper-Durchflussmesser

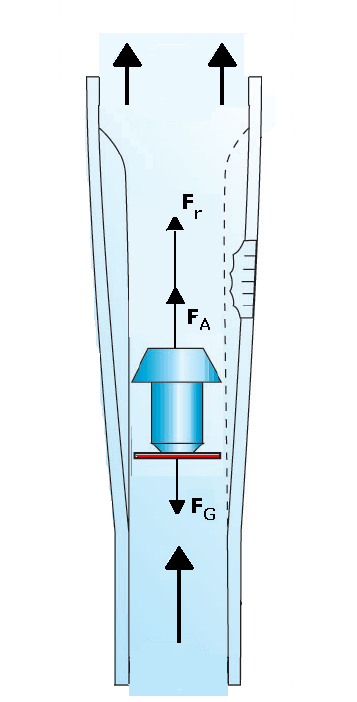
Funktionsprinzip Kraftverteilung

Ein Schwebekörper-Durchflussmesser (auch Rotameter) ist ein Messgerät zur Bestimmung des Volumenstroms  von Fluiden, d. h. Flüssigkeiten oder Gasen, in Rohrleitungen.
Ein Schwebekörper-Durchflussmesser besteht aus einem konischen Rohr, das von unten nach oben vom Fluid durchströmt wird. In diesem Konus befindet sich ein vertikal beweglicher Schwebekörper. Dieser hat im fließenden Fluid einen Strömungswiderstand, das heißt, es wirkt auf ihn eine Kraft {\displaystyle F_{R}} in Richtung der Strömung, die abhängig von der Strömungsgeschwindigkeit, der Schwebekörperform und den Messstoffeigenschaften (Dichte, Viskosität) ist. Gleichzeitig erfährt der Schwebekörper einen statischen Auftrieb {\displaystyle F_{a}}, der der Gewichtskraft {\displaystyle F_{G}} entgegenwirkt. 
Die Höhenstellung des Schwebekörpers im Schwebekörper-Durchflussmesser ist vom Massenstrom abhängig. Für Fluide und Gase mit bekannten Dichten wird die Abhängigkeit auf den Volumenstrom reduziert. Bei steigendem Volumenstrom erhöht sich der Strömungswiderstand. Der Schwebekörper steigt und die Fläche zwischen Schwebekörper und der Glasröhre wird größer. Dadurch sinkt der Schwebekörper wieder, bis die Summe der ihn angreifenden Kräfte gleich Null ist, es gilt: {\displaystyle F_{G}}= {\displaystyle F_{R}}+{\displaystyle F_{a}}.  
Die Höhenstellung als Maß für den Durchfluss kann von einer am Gerät angebrachten Skala abgelesen werden.

## Bauformen

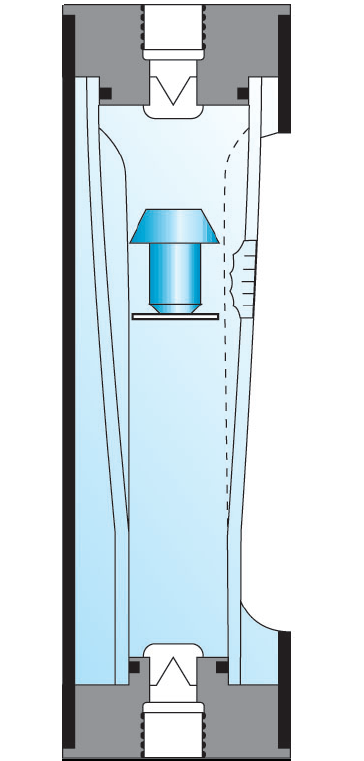
Glasmessrohr Seitenansicht

Schwebekörper-Durchflussmesser werden in einer Vielzahl von Ausführungen angeboten. Während ursprünglich einfache Kunststoff- oder Glaskonen mit Kugeln zum Einsatz kamen, sind heute auch Geräte mit Metallkonen weit verbreitet.

## Grundaufbau
In seiner einfachsten Ausführung besteht ein Schwebekörper-Durchflussmesser aus den
Bauelementen: Schwebekörper, Messkonus, Durchflussskale, die mit Anschlussarmaturen: Fittingen bzw. Flanschen oder Verschraubungen in der Rohrleitung befestigt und mit Dichtungselementen abgedichtet werden.
Die Schwebekörperbewegung wird durch Anschläge begrenzt und das Messrohr mit
einem schützenden Gehäuse umgeben. 

### Glasmessrohr
Bei Glasmessrohren wird die den Durchfluss anzeigende Skala direkt am  Messrohr angebracht.
Der Messpunkt der Kalibrierung wird meist unter der Skala am Symbol des Schwebekörpers mit einem Strich dargestellt angegeben (z. B. Kugel mit Strich oberhalb, mittig oder unterhalb). Auch steht dort die Einheit der gemessenen Durchflussmenge.

### Ganzmetallausführung
Die Schwebekörperposition beim Ganzmetalldurchflussmesser wird  über ein Magnetsystem auf eine mechanische oder elektrische Anzeige übertragen. Entsprechende Transmitter erlauben die Übertragung von Messwerten.  

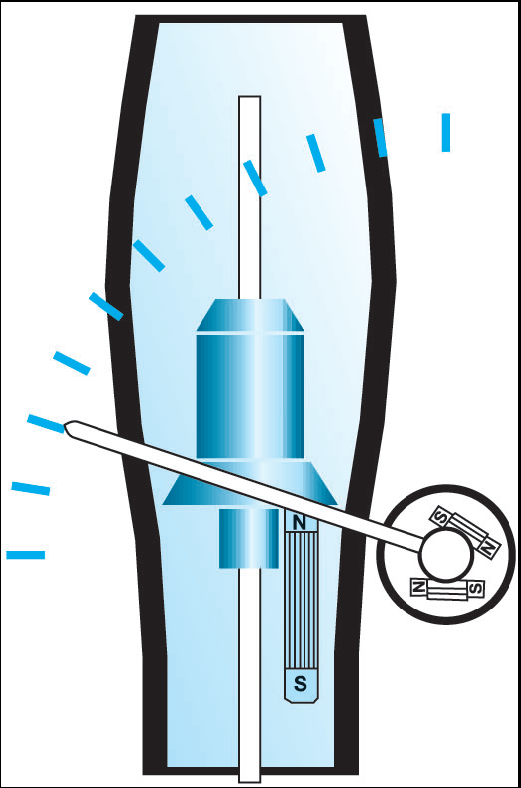
Ganzmetall Magnetsystem

Die Höhenstellung des Schwebekörpers als Maß für den momentanen Durchfluss wird dann mittels
Übertragungssystemen außerhalb des Messrohres angezeigt. Mit Hilfe von Messumformern mit analogem, elektrischen Ausgangssignal (4–20 mA) können die Werte auch für Durchflussregelungen oder zur Anzeige und Registrierung mittels Bus-Protokollen wie HART oder Profibus fernübertragen werden. Zusätzlich können Grenzwerte signalisiert werden.

## Auslegung und Umrechnung

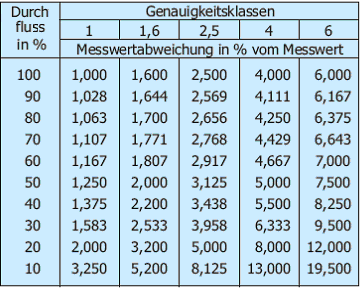
Genauigkeitsklassen

Schwebekörper-Durchflussmesser haben allgemein eine Messbereichsbreite von 1:10.
Die Genauigkeit für Schwebekörper-Durchflussmesser wird nach der VDI/VDE-Richtlinie 3513 Bl. 2 durch verschiedene Genauigkeitsklassen definiert. Jeder Fehlerbereich ist einer Genauigkeitsklasse zugeordnet. Die Richtlinie beschreibt auch das Berechnungsverfahren für Schwebekörper. Das Verfahren erlaubt die Umrechnung für die Auslegung eines Geräts oder die Anpassung auf neue oder geänderte Betriebsdaten.
Die führenden Hersteller von Schwebekörper-Durchflussmessern bieten Software für die Umrechnung an.

## Anwendungen
Die einfache und zweckmäßige Konstruktion ermöglicht den Einsatz in den verschiedensten Industriezweigen, wie zum Beispiel: Apparatebau, Laboranwendungen, Wasseraufbereitungsanlagen, Überwachung von Kühlkreisläufen, Chemie und Industrieofenbau.
Vorteile:

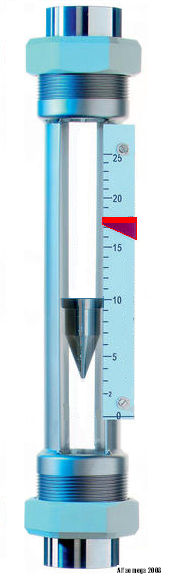
Beispiel eines einfachen Schwebekörper-Durchflussmessers

- Schwebekörper-Durchflussmesser sind relativ einfach und günstig herzustellen.
- Ein Schwebekörper-Durchflussmesser benötigt keine externe Energieversorgung.
- Vorortanzeige ohne Hilfsenergie
- Unabhängig von elektrischer Leitfähigkeit
- Messung von kleinsten Gas- und Flüssigkeitsvolumenströmen
- Hohe Wiederholgenauigkeit

Nachteile:
- Schwebekörper-Durchflussmesser müssen für das entsprechende Fluid kalibriert werden.
- Für abweichende Messstoffdaten muss die Skala entsprechend VDE/VDI 3513 umgerechnet werden.
- Nur für senkrechten Einbau mit einer Strömung von unten nach oben, was allerdings heute mit einem Federwiderstand geregelt wird.

## Geschichte
Der Begriff des Schwebekörper-Durchflussmessers wurde 1908 durch die  Markteinführung von definiert rotierenden Schwebekörpern und durch die industrielle Fertigung der Firma  Rota aus Wehr (Baden), gelegen im Dreiländereck (CH/D/F), geprägt. Für das deutsche Patent Nummer 215225 von 1908, das einen Gasmesser mit Schwebekörper betrifft, ist als Erfinder Karl Küppers (1874–1933) aus Aachen genannt. Heute noch spricht die Fachwelt von sogenannten Rotametern, wenn Schwebekörper-Durchflussmesser gefragt sind.
Rotameter ist eine eingetragene Marke der Rota Yokogawa GmbH & Co. KG.